# Irving Ramsey Wiles
Irving Ramsey Wiles, né le 8 avril 1861 à Utica et mort le 29 juillet 1948., est un peintre portraitiste américain.

## Biographie

### Formation
Il étudie à l'Institut Sedgwick de Great Barrington, et apprend les rudiments de la peinture en 1861 auprès de son père, le peintre paysagiste Lemuel M. Wiles (1826–1905). 
De 1879 à 1881, sur les conseils de son père il s'installe à New York et entre à l'Art Students League, où il passe deux ans à étudier avec Thomas W. Dewing, J. Carroll Beckwith et William Merritt Chase, qui deviendra son ami et mentor.
Il s'installe à Paris en 1882 et y passe ses premiers mois à l'Académie Julian sous la direction de Gustave Boulanger et Jules Lefebvre, avant d'être admis dans l'atelier privé de Carolus-Duran.
A son retour en Amérique en 1884, il reprend ses études à la League et complète ses revenus en produisant des illustrations pour Harper's Magazine, The Century Magazine et Scribner's Monthly. Jusqu'en 1894, il passe ses étés à enseigner à la Silver Lake Art School que son père dirige près de sa ville natale de Perry, en l'ouest de l'État de New York. La Silver Lake Art School, est une des nombreuses écoles d'art à avoir prospéré en s’adressant à un nombre croissant de femmes artistes en herbe. Même lorsqu'elles posent pour les scènes idylliques de Wiles, elles incarnent des changements révolutionnaires qui remettent en question l'enfermement des femmes dans l'oisiveté à la mode qu'il décrivait.

### La Reconnaissance
Il commence à exposer à l'Académie américaine des beaux-arts, à la Société américaine d'aquarelle et de 1886 à 1906, à la Society of American Artists. Il remporte un certain nombre de prix prestigieux, dont une médaille de bronze à l'Exposition universelle de Chicago en 1893.
Il épouse en 1887, Mary « May » Lee, qui apparaît dans le tableau La Véranda, comme la femme en blanc, seule figure dont le visage est clairement visible pour le spectateur.
Il est membre de la Society of American Artists, puis membre associé de l'Académie américaine des beaux-arts en 1889 et en devient membre à part entière en 1897. 
À partir du début des années 1890, il acquiert une reconnaissance pour ses scènes de genre intérieures à la mode et ses portraits mondains de femmes et d'enfants.
Sa réputation professionnelle est assurée après 1902, lorsque son portrait de l'actrice Julia Marlowe (NGA 1951.6.1) est exposé à la Académie américaine des beaux-arts. Le succès de cette élégante peinture renforce sa place d’artiste reconnu, et lui apporte de nombreuses commandes de l’élite américaine.
En 1915, il reçoit une médaille d'or à l'Exposition Panama-Pacifique et il continue à exposer et à remporter des prix pour son travail au cours des décennies suivantes.

### Fin de vie
A la fin des années 1920, la vieillesse et la mauvaise santé l'obligent à prendre sa retraite.
Au moment de sa mort, à Peconic, Long Island en 1948, son style de peinture et les sujets élégants qu'il représentait sont supplantés par un art américain radicalement différent. Il meurt ruiné, sans même recevoir de pierre tombale, le 29 juillet 1948.

## Œuvre
A Perry, il peint plusieurs scènes de genre telles que The Veranda célébrant les plaisirs de la vie à la campagne dont les modèles sont ses étudiantes. Dans les décennies qui ont suivi la guerre civile américaine, les artistes américains ont tourné leur attention vers les thèmes des loisirs de la classe moyenne. Symboles de la paix et de la prospérité de ce que l'on appelle l'âge d'or de l'Amérique des années 1870 et 1880, les femmes et les enfants dans le cadre domestique ont commencé à supplanter les hommes et les activités masculines extérieures dans la peinture de genre. On the Veranda fait écho à des œuvres telles que Croquet Match de Winslow Homer (TF 1999.72) qui représente également des jeunes femmes à la mode rassemblées sur une véranda. 
Au début du XXe siècle, c'est un célèbre partisan du courant américain Grande Maniera, tel que défini par le travail de John Singer Sargent, Giovanni Boldini et James Whistler à la fin du XIXe siècle. À son apogée, il est l’un des portraitistes principaux aux États-Unis et travaille aux côtés de ses compatriotes John White Alexander et Cecilia Beaux pour peindre les classes sociales aisées.
Il peint des personnalités américaines, telles que Theodore Roosevelt et William Jennings Bryan et bien que l’on se souvienne aujourd’hui de lui pour ses portraits de femmes, il était de son temps considéré comme accompli dans l’art du portraits masculin.
Il produit des ressemblances convaincantes sans les nuire, en mettant l'accent sur la virtuosité technique. Comme Sargent, il est influencé par Hals et Velasquez, et son style porte la forte empreinte de Chase. Bien qu'il ait librement incorporé la couleur et le pinceau impressionnistes dans sa technique, il est resté conservateur et ne s'est jamais associé à aucun des mouvements d'avant-garde qui se sont développés au cours de sa vie.
En 1919, il est un des huit artistes américains sélectionnés par le National Art Committee pour peindre des portraits dans le cadre d’une histoire illustrée de la Première Guerre mondiale.
Vers la fin de sa carrière, il est connu pour ses portraits en plein air, des paysages terrestres et marins qu'il a peints chez lui à Peconic, Long Island.
- Sur la veranda, 1887, huile sur toile, 51 × 67 cm, Terra Foundation, Chicago[5]
- Russian Tea, vers 1896, huile sur toile, 122 × 92 cm, Smithsonian American Art Museum, Washington[13]
- Miss Julia Marlowe, 1901, huile sur toile, 189 × 140 cm, National Gallery of Art, Washington[14]
- Brown Kimono (Portrait of Kathryn Beta la Forque), 1908, huile sur toile, 132 × 88 cm, Smithsonian American Art Museum, Washington[15]
- L'Étudiant, 1910, huile sur toile, 78 × 64 cm, National Gallery of Art, Washington[16]
- My Daughter Gladys, vers 1913, huile sur toile, 189 × 92 cm, Smithsonian American Art Museum, Washington[17]
- Fifth Avenue, Old Temple Emanu, 1918, huile sur panneau, 27 × 19 cm, New Britain Museum of American Art[18]
- William Sowden Sims, 15 Oct 1858 - 28 Sep 1936, 1919, huile sur toile, 141 × 85 cm, National Portrait Gallery[19]
- John Gellatly, 1931, huile sur toile, 74 × 51 cm, New Britain Museum of American Art[20]
- Lady at Fireplace
- Scallop Boats, Peconic
- Portrait de Juliet Inness

Œuvres de Wiles
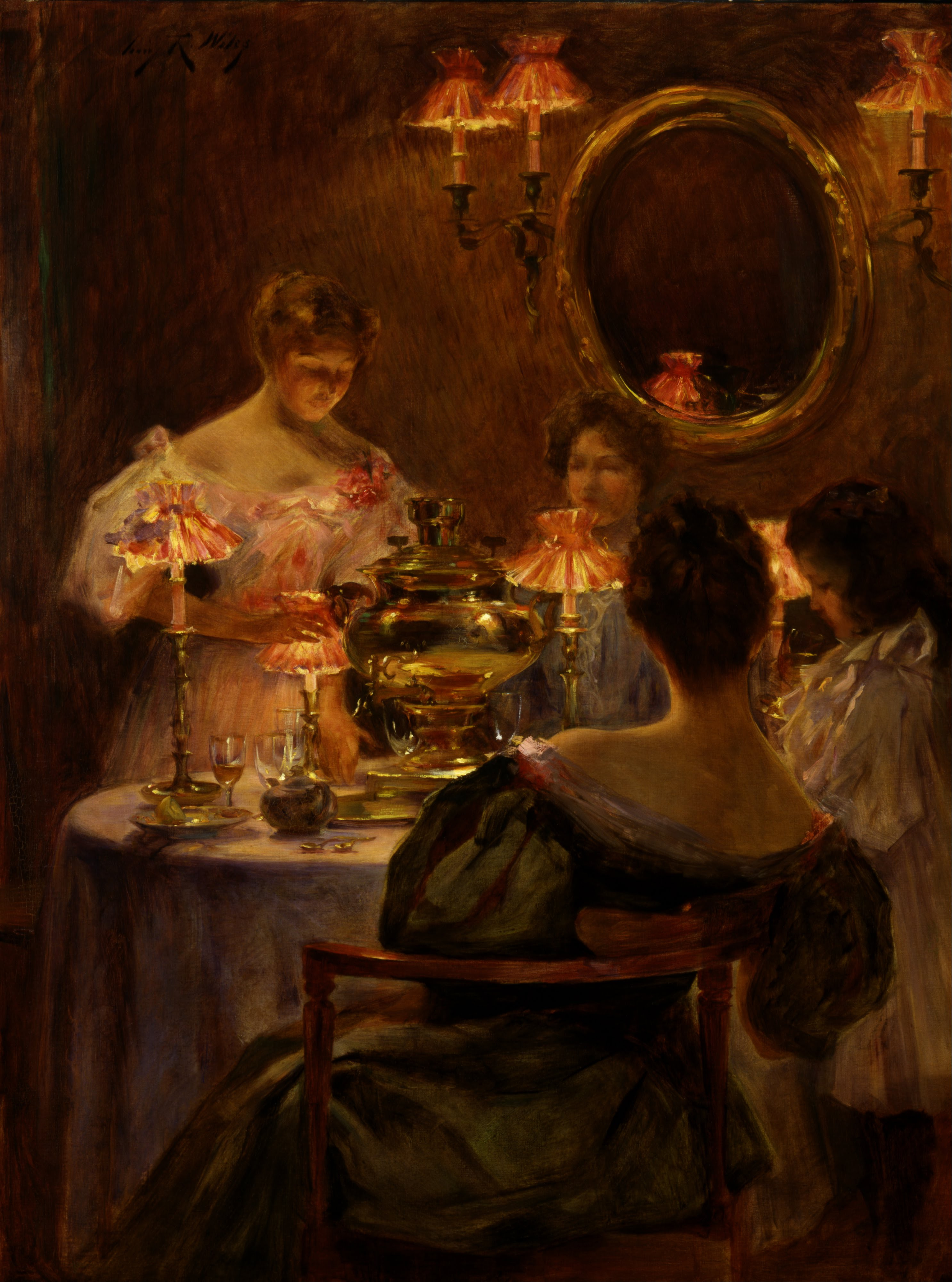
Russian Tea, vers 1896 Smithsonian Museum, Washington
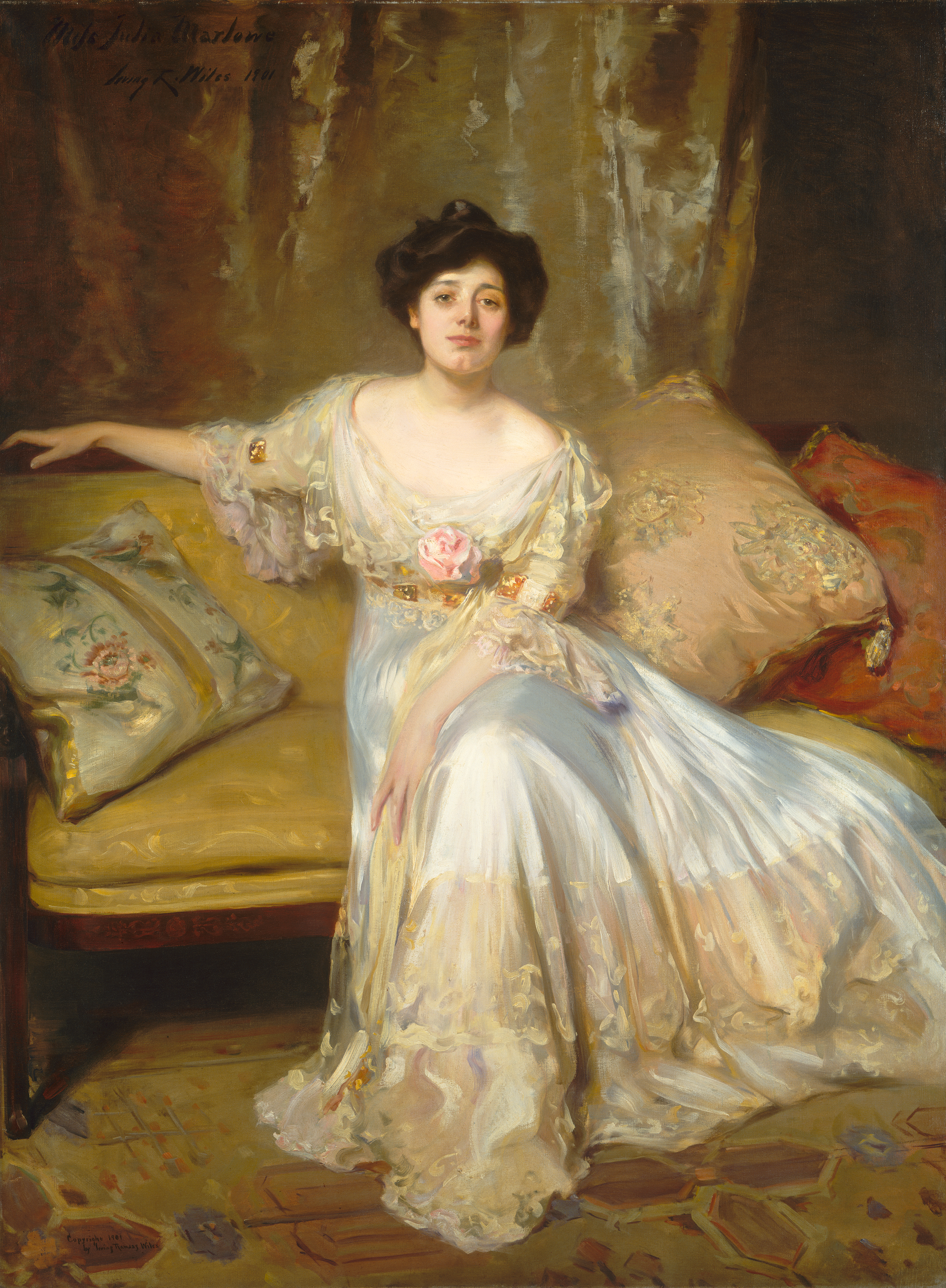
Miss Julia Marlowe, 1901 National Gallery of Art, Washington
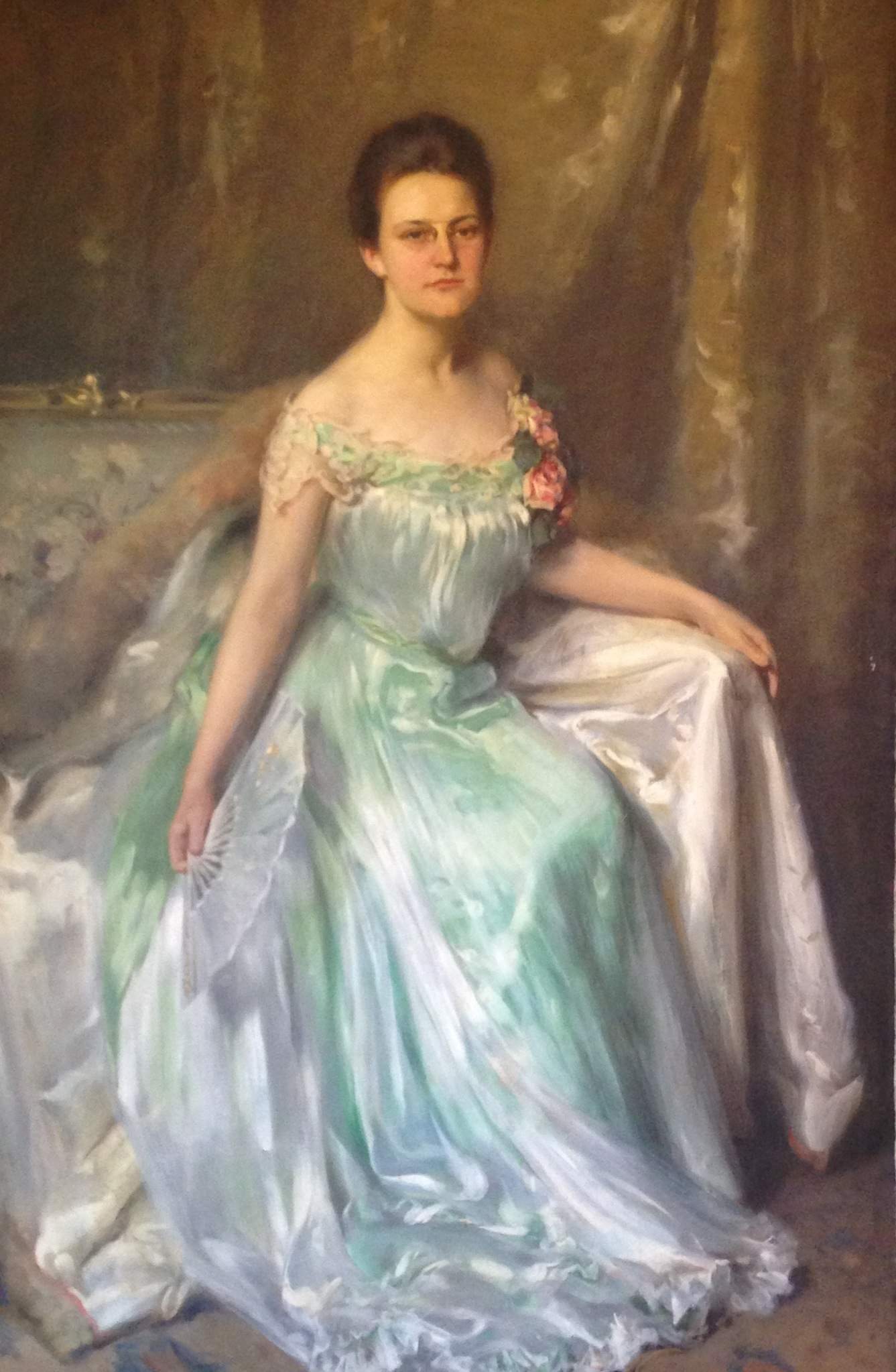
Portrait de Juliet Inness, 1903 petite-fille de George Inness
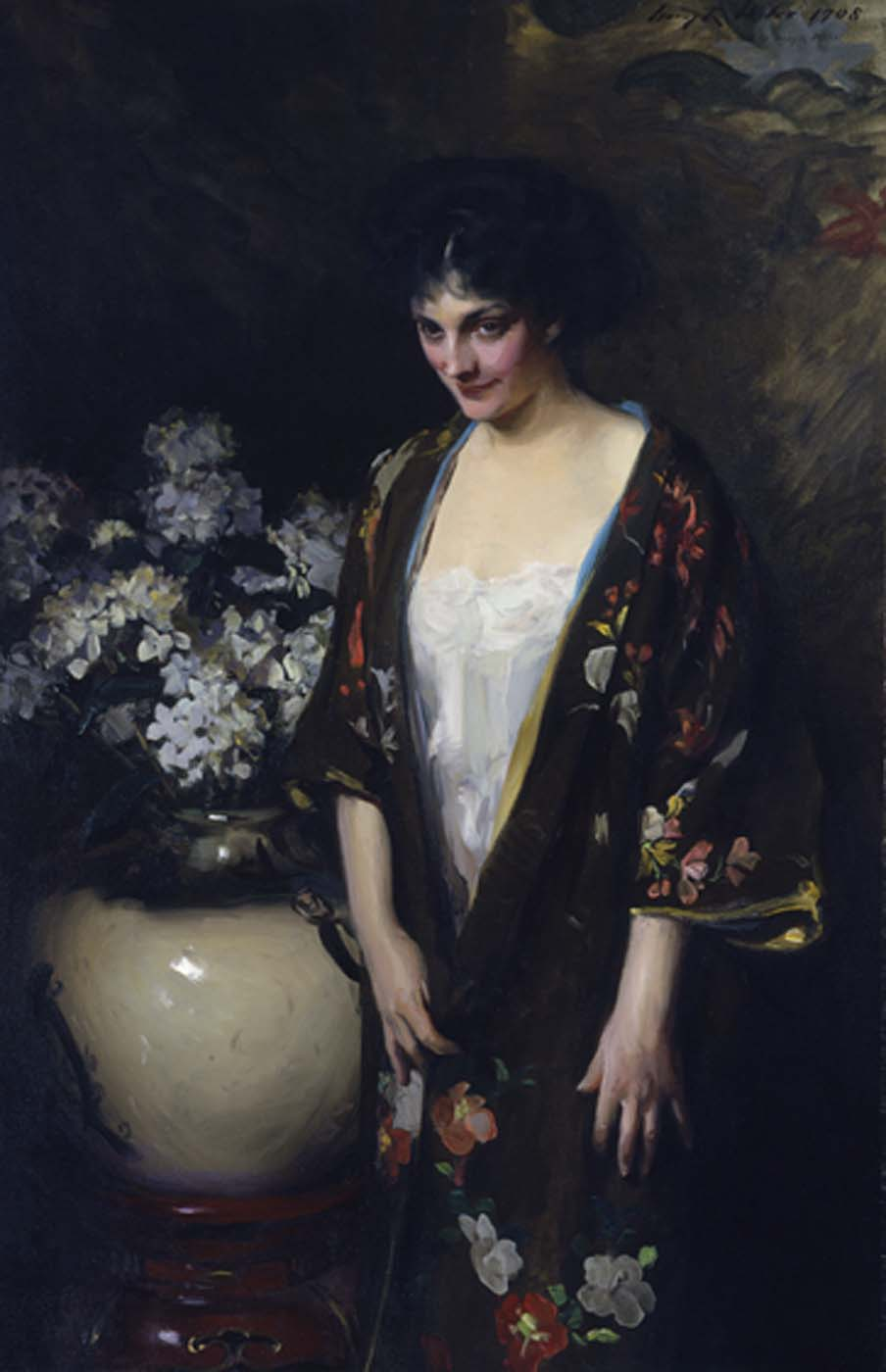
Brown Kimono, 1908 Smithsonian Museum, Washington
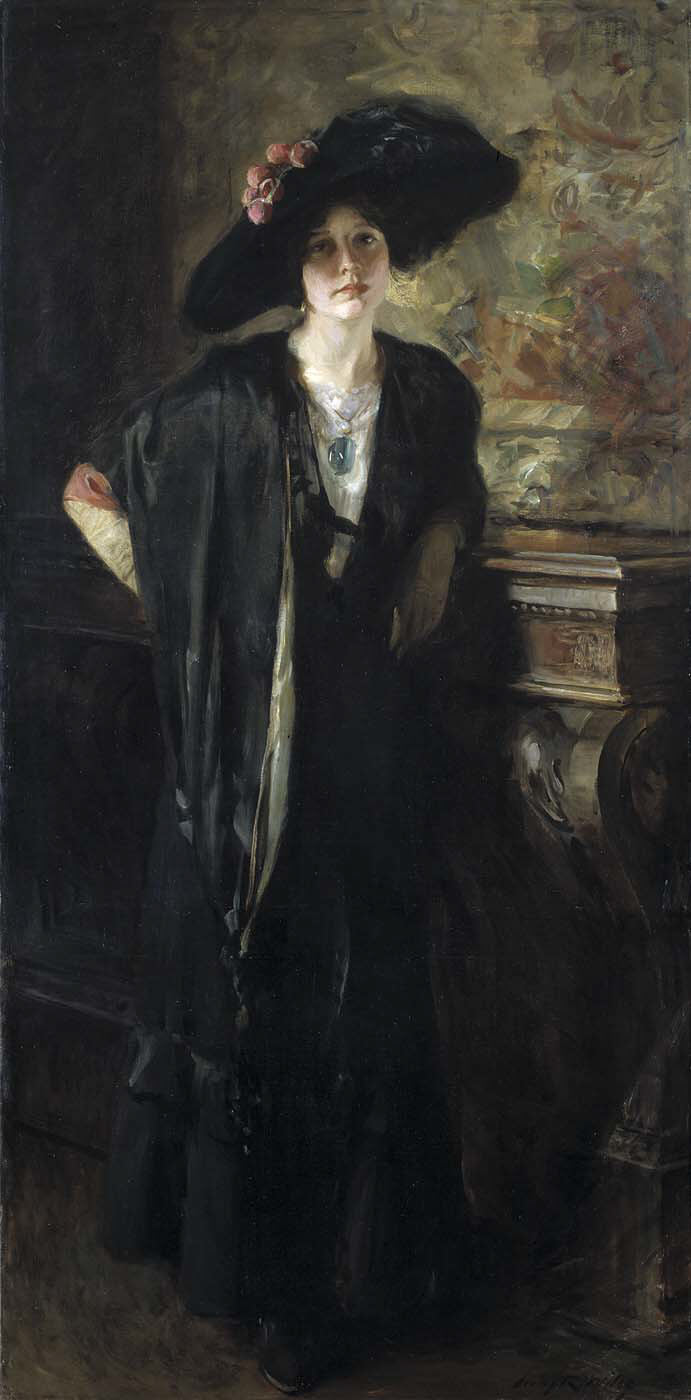
My Daughter Gladys, vers 1913 Smithsonian Museum, Washington
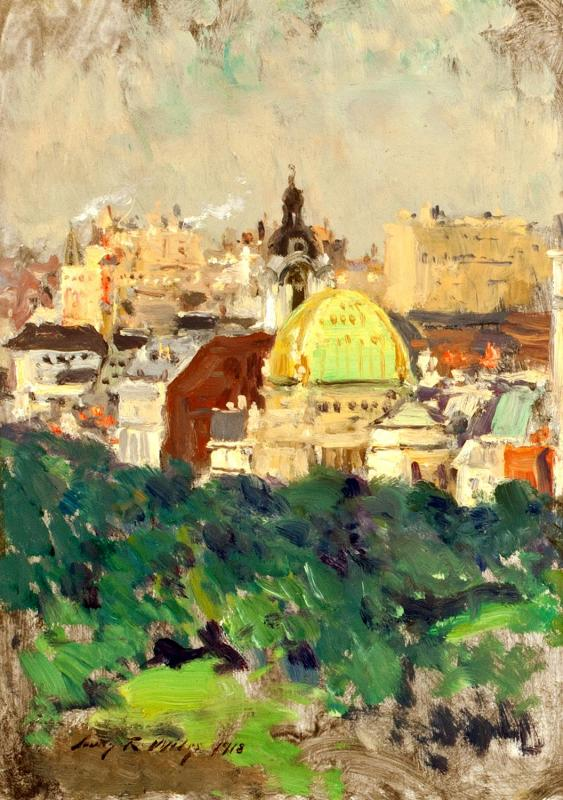
Fifth Avenue, Old Temple Emanu, 1918 New Britain Museum of American Art
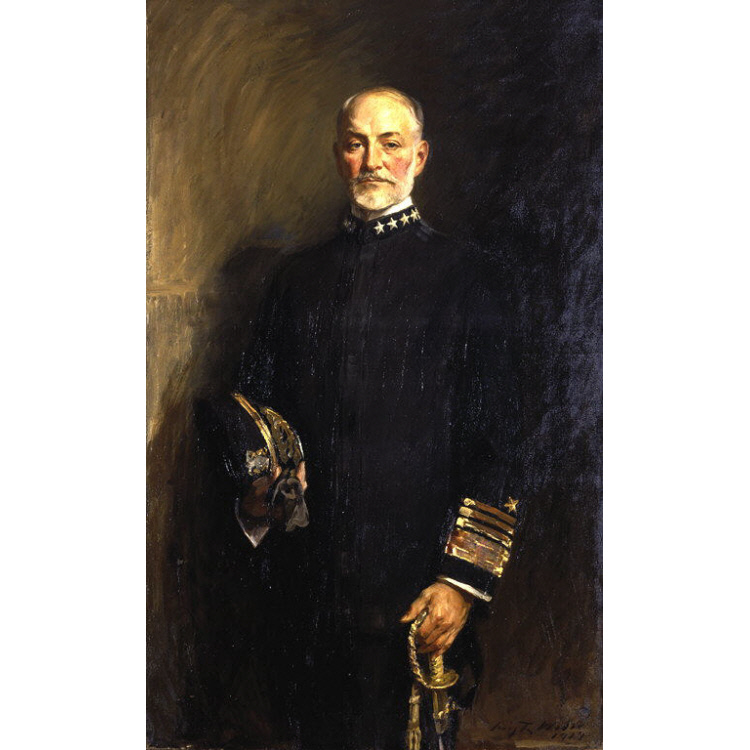
William Sowden Sims, 1919 National Portrait Gallery
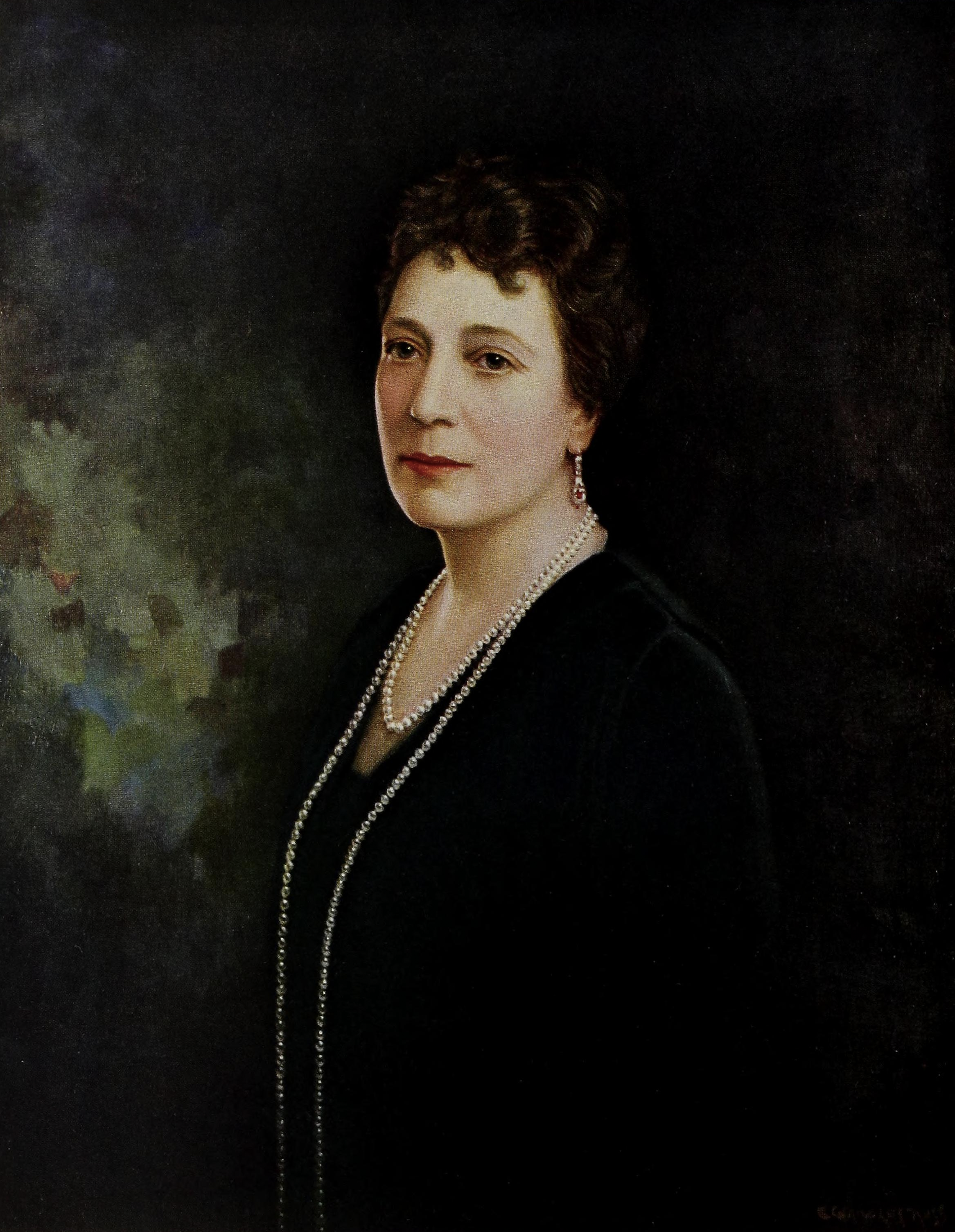
Portrait de Belle Skinner, 1933 Mécène américaine

## Postérité
Malgré un déclin de l’intérêt pour son travail, partiellement dû à la baisse de popularité des portraits Grande Maniera durant le XXIe siècle, les travaux de Wiles continuent d’être exposés dans des institutions telles que le Young Museum, Le Metropolitan Museum of Art, la National Galery de Washington D.C. et le Smithsonian American Art Museum.    